# Potkula
Potkula (cyr. Поткула) – wieś w Czarnogórze, w gminie Danilovgrad. W 2011 roku liczyła 327 mieszkańców.